# Каре Плугер
Каре Плугер (фр. Carhaix-Plouguer) је насељено место у Француској у региону Бретања, у департману Финистер.
По подацима из 2011. године у општини је живело 7541 становника, а густина насељености је износила 292,17 становника/km².

## Демографија
| 1962. | 1968. | 1975. | 1982. | 1990. | 2011. |
| ----- | ----- | ----- | ----- | ----- | ----- |
| 6.065 | 7.049 | 8.210 | 8.591 | 8.198 | 7.541 |